# Érable à grandes feuilles
Acer macrophyllum
Espèce
Classification APG III (2009)
L'érable à grandes feuilles ou érable de l'Orégon  (Acer macrophyllum) est une espèce de grands arbres à feuilles caduques de la famille des Aceraceae selon la classification classique, ou de celle des Sapindaceae selon la classification phylogénétique. Elle est originaire des sous-bois de la forêt de conifères longeant la côte pacifique en Amérique du Nord.

## Description

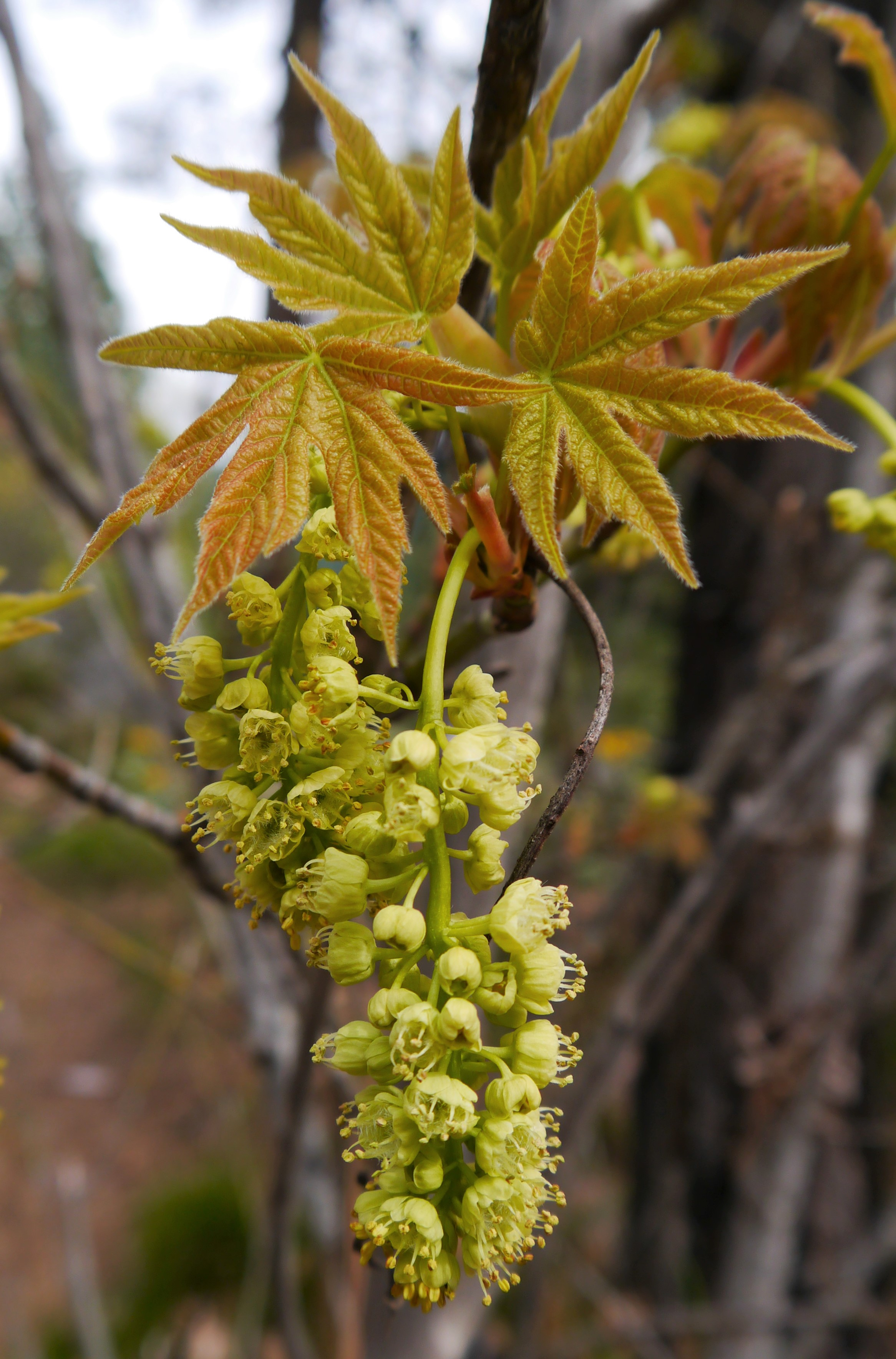
Jeune feuilles et inflorescences retombantes au printemps

Ce sont des arbres qui mesurent entre 15 et 25 m de haut.
Comme l'indique son nom binomial, les feuilles, quintilobées, de cette espèce sont particulièrement grandes pour le genre, mesurant jusqu'à 30 cm.

## Aire de répartition
Cet érable américain comme l'érable circiné est originaire de la côte Ouest.  Généralement, il pousse près des côtes du Pacifique, au sud de l'Alaska et le plus au sud de la Californie, à l'ombre des grands conifères où il bénéficie d'un climat doux et humide qu'il affectionne.  Quelques arbres se rencontrent également dans les collines intérieures de la Sierra  Nevada, au milieu de la Californie. On en trouve aussi dans l'Idaho.